# 童話物語
『童話物語』 (どうわものがたり) は向山貴彦著のファンタジー小説。1997年にスタジオエトセトラにて自社出版後、一部改編したのち1999年に幻冬舎から単行本が出版、2001年には文庫本として出版された。挿絵は宮山香里。

## 概要
クローシャと呼ばれる独自の世界に住むペチカという少女の出来事が収録されている長編ファンタジー小説。独自の世界であるため文庫本（上巻）内には付録で「クローシャ大百科事典」60ページ近くクローシャの歴史や街の設定、独自の食べ物や文化が細かく書かれている。また主人公が普通のファンタジー小説では考えられないほど性格が悪く描かれているのも特徴的。公式サイト内にもスタジオエトセトラから出版された童話物語を「旧童話物語」、幻冬舎から出版された童話物語を「新童話物語」と区別されているほど、文章が大きく変わっており一部キャラクターの性格も大きく変わっている。ここでは幻冬舎で出版されている童話物語のことに触れる。

## あらすじ
トリニティと呼ばれる小さな街に住むペチカという少女の前に突如現れた小さな妖精フィツ。フィツは最初に出会った人間を観察することが使命で最初に出会った人間としか話すことが出来ない。しかし、人間界では妖精は「妖精の日」と呼ばれる世界最後の日の使者と思われており・・・。

## 段落
上巻 大きなお話の始まり
- 第一章 釣り鐘の下で
- 第二章 ランゼスの一日
- 第三章 虹の橋のかかる刻
- 第四章 アロロタフの水門

下巻 大きなお話の終わり
- 第五章 水上都市の時計塔
- 第六章 世界の果てを目指して
- 第七章 帰るべきところ
- 第八章 百年の約束

## 主な登場人物
- ペチカ

トリニティに住む少女。幼くして母親をなくしており、トリニティの教会で働いているが満足に食事もすることが出来ていないため生きるために日夜苦労している。そのため性格も攻撃的で残酷な一面もある。唯一の宝物は母親の写真。突如妖精フィツと出会い人生が大きく変わることになる。
- フィツ

突如地上に現れた光の妖精。最初に出会ったペチカを観察するためと共に行動することになる。性格は好奇心旺盛で人間界のいろいろなことに関心をもつ。ただ人間が妖精を見ると興奮してしまうため普段はペチカのポケットの中にかくれている。光の玉をつくる魔法を使うことができる。
- ルージャン

ペチカと同じ教会で働く少年。ペチカにひそかに思いを寄せるも、周りの少年達と一緒にペチカをいじめている。
- 守頭

ペチカの働く教会の守頭。ペチカを特に毛嫌いしており、教会の子供達を威圧している。
- ヴォー

炎の妖精。フィツと違い、自由気ままに人間界にくらしている。不気味な紫の炎が宿る炎水晶を作り出そうとしている。
炎水晶の力により、最後は変貌してしまう。

## 出版
- 単行本（スタジオエトセトラ、1997年）
- 単行本、ハードカバー（幻冬舎、1999年）
- 文庫本、上巻「大きなお話の始まり」（幻冬舎文庫、2001年）
- 文庫本、下巻「大きなお話の終わり」（幻冬舎文庫、2001年）